# Boeadi
Boeadi Bapak (...) è un naturalista indonesiano.
Grande esperto della fauna della sua regione, ha scoperto molte specie di Anuri e Molluschi delle regioni forestali del Sud-est asiatico. Tra i mammiferi scoperti, insieme a Tim Flannery, ricordiamo il dingiso (Dendrolagus mbaiso), un canguro arboricolo della Nuova Guinea.